# 西条市消防本部
西条市消防本部（さいじょうししょうぼうほんぶ）は、愛媛県西条市の消防部局（消防本部）。

## 概要

### 所在地
消防本部・東消防署 - 〒793-0028 愛媛県西条市新田183番地1
飯岡出張所 - 〒793-0010 愛媛県西条市飯岡3565-9
橘出張所 - 〒793-0066 愛媛県西条市野々市51番地1
西消防署 - 〒799-1371 愛媛県西条市周布1684番地
小松出張所 - 〒799-1106 愛媛県西条市小松町大頭甲1086番地10

### 管内の概要
- 管内人口 - 109,217人

2019年（令和元年）5月31日現在
- 管内世帯数 - 50,601世帯

2019年（令和元年）5月31日現在
- 管内面積 - 510.02 km2

2018年（平成30年）10月1日現在

## 沿革
- 1950年（昭和25年）7月1日 - 西條市消防本部が発足する。
- 1972年（昭和47年）4月26日 - 周桑消防事務組合が設立される。
- 2004年（平成16年）11月1日 - 西條市、東予市、丹原町、小松町の合併に伴い、西条市消防本部が発足する。

## 組織
消防職員の実員は、2018年（平成30年）4月1日現在、147人（定員は155人）となっている。
- 消防長
  - 消防次長 (4)（それぞれ総務課長、警防課長、東消防署長、西消防署長を兼務）
    - 総務課
      - 総務係
      - 消防団係

    - 警防課
      - 警防係

    - 予防課
      - 予防係
      - 危険物係

    - 通信指令課
      - 通信指令係

    - 消防署（東、西）
      - 消防係
      - 救急係
      - 救助係
      - 出張所（飯岡、橘、小松）